# Ceratocapsus seticornis
Ceratocapsus seticornis är en insektsart som beskrevs av Knight 1953. Ceratocapsus seticornis ingår i släktet Ceratocapsus och familjen ängsskinnbaggar. Inga underarter finns listade i Catalogue of Life.